# Délibération

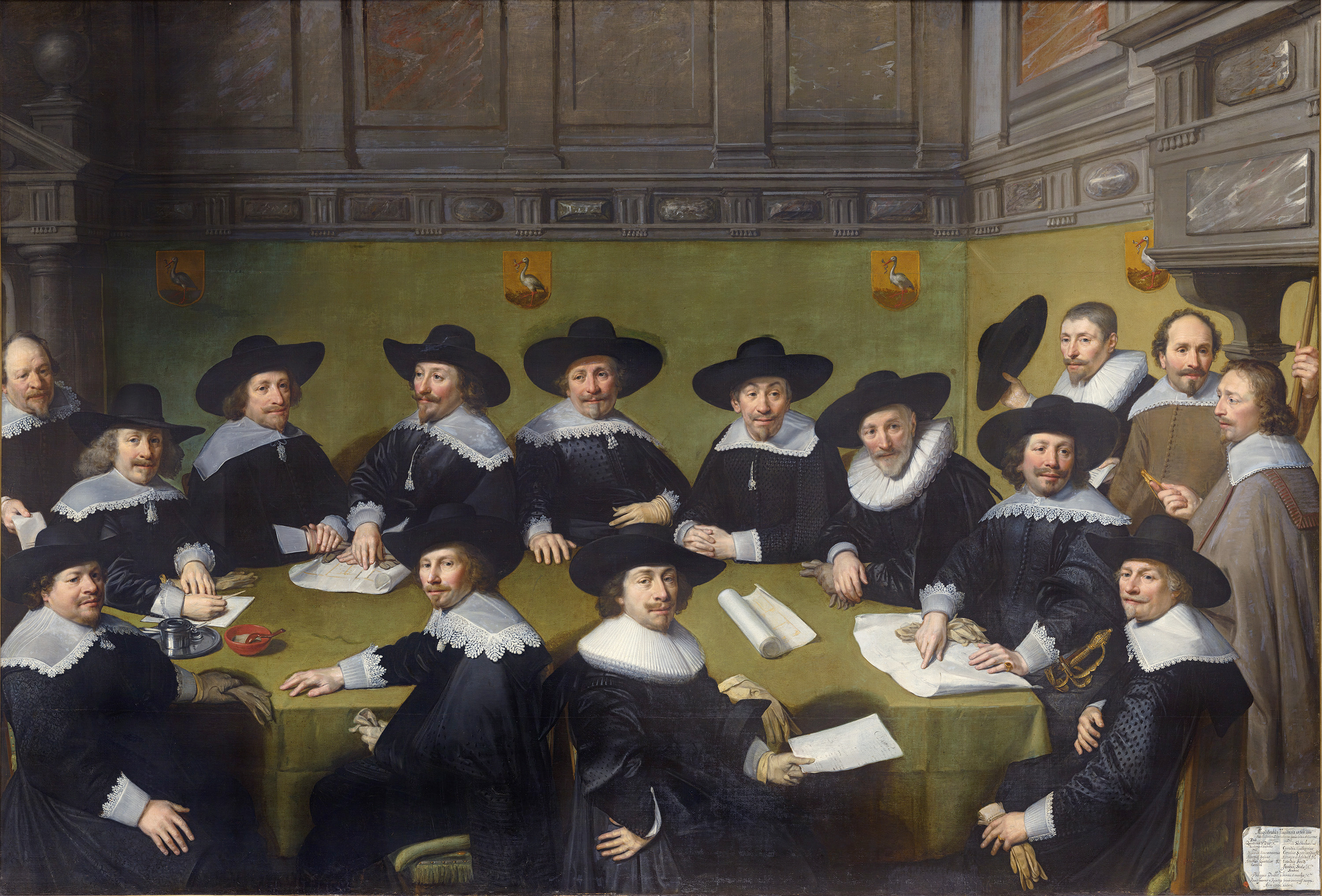
Le conseil municipal de La Haye délibère en 1636.

La délibération est une confrontation  de vue visant à trancher un problème ou un choix difficile par l'adoption d'un jugement ou d'une décision réfléchie. Elle peut être effectuée par un individu seul, mais aussi par un groupe d'individus ou une collectivité. Elle débouche en général sur une décision ou un choix, mais peut aussi rester aporétique.

## Approches par domaine

### Justice
En droit, les délibérations désignent la période lors de laquelle, après les débats, les juges d'un tribunal se retirent pour se pencher sur la cause et prendre leur décision de jugement.

### Rhétorique
En rhétorique et dans les formes de discours, le discours « délibératif » envisage l'avenir, et considère, évalue afin de conduire à une prise de position. Par opposition, le discours « judiciaire », tourné vers le passé, est attaché à la distinction du juste et de l'injuste, et le discours épidictique, considérant le présent, louant ou blâmant, considère le noble et le vil du plaidoyer.

#### Argumentation directe
L'argumentation directe regarde l'ensemble des textes qui ne relèvent pas de la fiction, et dans lesquels, se déploient, sans médiation, un ou plusieurs points de vue.
L'essai, entendu au sens d'écrit non fonctionnel à visée argumentative, constitue le lieu privilégié où s'épanouit cette forme d'argumentation. Lorsqu'il développe une stratégie d'argumentation directe, le locuteur peut choisir de manifester sa présence grâce à des pronoms personnels, des modalisateurs, des verbes d'opinion, ou de s'effacer.

#### Argumentation indirecte
L'argumentation indirecte se rencontre dans l'ensemble des récits de fiction renfermant un enseignement pratique et moral. La prise de position de l'auteur se fait alors implicitement par le biais d'un récit allégorique. De plus, le conteur délivre sa pensée de façon souvent lapidaire.
Ce type d'argumentation est souvent employé dans les contes philosophiques, les fables, les paraboles et les utopies. La caractéristique commune des récits où se développe l'argumentation indirecte consiste dans la mise en œuvre de procédés qui visent à susciter l'adhésion du locuteur par l'agrément.

### Philosophie
Platon dans le Phèdre, le Pseudo-Platon dans l’Épinomis, le Sisyphe et le Démodocos, discutent de la délibération ; il y fait intervenir la divinité et parle de la délibération et ce qui en dérive. Platon et Aristote parlent de boulè, terme utilisé et non plus dérivé dans l’Éthique à Nicomaque, où Aristote définit la délibération comme le processus consistant à choisir le moyen le plus adéquat en vue d’une fin à atteindre, analysant également le rôle de l’acrasie - c’est-à-dire la faiblesse ou absence de volonté) dans le processus de délibération. Le Pseudo-Platon s’oppose à la délibération en commun lorsqu’il argumente dans le Démodocos, et il définit la délibération par « Examen sur le point de savoir comment tourner à son avantage des événements futurs ». Dans le Sisyphe, les définitions rapportées sont que délibérer, selon Socrate, c’est chercher ce que l’on ne sait pas, et que, selon Sisyphe, délibérer, c’est chercher qu’il faut faire, comment agir alors que l’on ne connaît qu’une partie de la question uniquement. Dans l’Alcibiade mineur, la délibération est associée à la prière en ceci que délibérer et prier portent sur le futur des hommes
Selon Panétios de Rhodes, l’homme délibère sur trois choses avant de prender une décision:
- Ce qu'il s'agit de faire est-il honnête ou honteux ?
- Ce qu'il s'agit de faire contribuera-t-il à mon bien-être ?
- L'utilité de ce qu'il s'agit de faire est-elle en opposition avec l'honnêteté ?

La philosophie contemporaine s'est elle aussi penchée sur le problème de la nature de la délibération. Donald Davidson par exemple a relancé le débat en analysant à nouveau frais la nature de la motivation d'une action. C’est principalement la philosophie de l'action qui, parmi les différentes branches de la philosophie, s’intéresse à la nature de la délibération. Le philosophe allemand Jürgen Habermas a apporté une contribution importante aux débats sur la délibération à travers son essai de 1981, Théorie de l'agir communicationnel.